# Natasha Kaiser-Brown
Natasha Kaiser-Brown (* 14. Mai 1967 in Des Moines) ist eine ehemalige US-amerikanische Sprinterin, die sich auf den 400-Meter-Lauf spezialisiert hatte und vor allem als Staffelläuferin erfolgreich war.
International trat sie erstmals bei den Panamerikanischen Spielen 1991 in Havanna in Erscheinung. Dort wurde sie Vierte im 400-Meter-Lauf und gewann mit der 4-mal-400-Meter-Staffel die Goldmedaille. Im selben Jahr war sie Mitglied der US-Staffel, die bei den Weltmeisterschaften in Stuttgart die Silbermedaille holte. Kaiser-Brown kam allerdings nur in der Vorrunde zum Einsatz.
Bei den Olympischen Spielen 1992 in Barcelona wurde sie im Finale als Startläuferin der US-amerikanischen 4-mal-400-Meter-Staffel eingesetzt. Gemeinsam mit Gwen Torrence, Jearl Miles und Rochelle Stevens belegte sie in 3:20,92 min den zweiten Platz hinter der Mannschaft des vereinten Teams (3:30,20 min) und vor der britischen Staffel (3:24,23 min). Kaiser-Brown startete in Barcelona außerdem im 400-Meter-Lauf und erreichte dabei die Halbfinalrunde, wo sie als Sechste ihres Laufs den Finaleinzug verpasste.
Ihre erfolgreichste Saison absolvierte sie 1993. Zunächst gewann sie bei den Hallenweltmeisterschaften in Toronto gemeinsam mit Trevaia Williams-Davis, Terri Dendy und Dyan Webber die Silbermedaille in der 4-mal-400-Meter-Staffel. Die Krönung ihrer Karriere folgte einige Monate später bei den Weltmeisterschaften in Stuttgart. Dort sicherte sich die US-Staffel in der Aufstellung Gwen Torrence, Maicel Malone-Wallace, Natasha Kaiser-Brown und Jearl Miles den Titel in 3:16,71 min vor den Mannschaften aus Russland (3:18,38 min) und Großbritannien (3:23,41 min). Außerdem feierte Kaiser-Brown in Stuttgart den bedeutendsten Einzelerfolg ihrer Laufbahn. Im 400-Meter-Lauf belegte sie in persönlicher Bestleistung von 50,17 s den zweiten Rang hinter ihrer Mannschaftskollegin Jearl Miles (49,82 s) und vor der Jamaikanerin Sandie Richards (50,44 s).
1994 wurde Kaiser-Brown US-Meisterin im 400-Meter-Lauf. In den folgenden Jahren hatte sie mit andauernden Verletzungsproblemen zu kämpfen. Ihren letzten großen Erfolg erzielte sie bei den Hallenweltmeisterschaften 1997 in Paris, wo sie gemeinsam mit Shanelle Porter, Anita Howard und Jearl Miles die Silbermedaille in der 4-mal-400-Meter-Staffel errang.
Natasha Kaiser-Brown ist 1,75 m groß und hatte ein Wettkampfgewicht von 59 kg. Sie ist seit dem 29. August 1992 mit dem ehemaligen US-Meister im Hochsprung, Brian Brown, verheiratet und arbeitet in ihrer Heimatstadt als Leichtathletiktrainerin an der Drake University.